# Élton
Élton Rodrigues Brandão (ur. 1 sierpnia 1985 w Iramaia) – brazylijski piłkarz występujący na pozycji napastnika w brazylijskim klubie Clube do Remo.

## Kariera
Élton jest wychowankiem Palmeiras Nordeste. W 2004 roku trafił do Iraty, lecz już rok później opuścił ten klub. W ciągu następnych dwóch lat często zmieniał drużyny i w tym okresie występował w São Caetano, Coritiba FBC, znów São Caetano i Santo André.
Latem 2006 roku trafił do Legii Warszawa. Pomimo zadowalających występów, zawodnik sprawiał kłopoty wychowawcze. Dwukrotnie został zatrzymany za prowadzenie pojazdu w stanie wskazującym i w efekcie tego 15 listopada 2006 roku Legia rozwiązała z nim kontrakt.
Po nieudanej przygodzie w Polsce Élton powrócił do ojczyzny, gdzie ponownie reprezentował barwy Iraty, São Caetano i Santo André. W styczniu 2009 roku Brazylijczyk trafił do CR Vasco da Gama.
Dzięki dobrej grze w klubie z Rio de Janeiro, Éltonem zainteresowały się europejskie kluby. Najszybsze było portugalskie SC Braga, do którego napastnik 20 sierpnia 2010 roku przeszedł na zasadzie rocznego wypożyczenia.